# If I Needed Someone
"If I Needed Someone" là ca khúc sáng tác bởi George Harrison. 2 ấn bản của The Beatles và The Hollies được phát hành cùng lúc tại Anh ngày 3 tháng 12 năm 1965. Ấn bản của The Hollies được trở thành đĩa đơn. Hầu hết những đĩa đơn trước đó của The Hollies đều có thứ hạng cao tại các bảng xếp hạng, và khi "If I Needed Someone" thất bại trong việc nằm trong top 20 tại Anh, ban nhạc đã phản ứng bằng cách nói rằng họ đã sai lầm trong việc quyết định thu âm. Ấn bản của The Beatles nằm trong album phòng thu Rubber Soul của nhóm ở Anh, ngoài ra còn xuất hiện trong album Yesterday and Today (1966) tại Mỹ.

## Thành phần tham gia sản xuất
- George Harrison – hát, guitar lead 12-dây.
- John Lennon – hát bè, guitar nền.
- Paul McCartney – hát bè, bass.
- Ringo Starr – trống, sắc-xô.
- George Martin – harmonium.

Theo Ian MacDonald.